# Collins (Missouri)
Pour les articles homonymes, voir Collins.
Collins est un village situé au sud-est du comté de Saint Clair, dans le Missouri, aux États-Unis,. Il est fondé en 1885 et également incorporé en 1885.

## Démographie
Lors du recensement de 2010, le village comptait une population de 159 habitants. Elle est estimée, en 2016, à 153 habitants.

### Source de la traduction
- (en) Cet article est partiellement ou en totalité issu de l’article de Wikipédia en anglais intitulé « Collins, Missouri » (voir la liste des auteurs).